# Лукас, Мэтт
Мэттью Ричард Лукас (англ. Matthew Richard Lucas; род. 5 марта 1974, Паддингтон, Большой Лондон) — английский комик, актёр и сценарист. Известен своей работой с Дэвидом Уолльямсом в телешоу «Маленькая Британия», ролями Траляля и Труляля в фильме «Алиса в Стране Чудес» и его сиквеле «Алиса в Зазеркалье», а также ролью Нардола в британском научно-фантастическом сериале «Доктор Кто».
В мае 2007 года британские газеты The Independent и The Daily Mail поместили его на восьмое место в списке 100 самых влиятельных геев и лесбиянок Великобритании.

## Биография
Родился в Паддингтоне, Лондон. В возрасте шести лет он облысел. Лукас обучался в Haberdashers 'Aske’s Boys' School. Он изучал драму на факультете искусств в Бристольском университете в период между 1993 и 1995 годами. Мэтт Лукас — открытый гей. С 2006 по 2008 год состоял в гражданском партнёрстве с Кевином Макги, с которым встречался до этого четыре года.

## Карьера
В начале своей карьеры Лукас писал для Саши Барона Коэна. Известность же ему принесло участие в телешоу «Маленькая Британия», в котором он сыграл ярких персонажей: Энди Пипкина — симулирующего инвалидность социопата, Марджори Доуэс — руководителя группы по похудению, Даффида Томаса — «единственного гея в деревне» и Вики Поллард — девочку-подростка, «гопницу».
Лукас также исполнил роль Траляля и Труляля в фильме Тима Бёртона «Алиса в Стране Чудес».
Также Лукас исполнял роль водителя такси, в фильме «Приключения медвежонка Паддингтона».
По сообщению газеты The Independent, британский писатель и сценарист сэр Джон Мортимер написал сценарий телевизионного фильма о комике Бенни Хилле, роль которого должен был сыграть Лукас. Вышел ли этот фильм в свет, пока неизвестно.
В 2006 году вместе с Дэвидом Уолльямсом снялся в клипе «I’m with stupid» группы Pet Shop Boys.
С 2015 по 2017 год снимался в сериале «Доктор Кто» в роли спутника Доктора — Нардола.
В 2019 сыграл роль Блата в фильме «Полярный». В 2024 году снялся в фильме Ридли Скотта «Гладиатор 2».